# Deutsche Fußball-Amateurmeisterschaft 1998
Deutscher Fußball-Amateurmeister 1998 wurde Tennis Borussia Berlin. Gespielt wurde erstmals im Jeder-gegen-jeden-Turnier, wobei der Amateurmeister in die 2. Bundesliga aufstieg. Es war die letzte Austragung des Wettbewerbs und die einzige ohne Endspiel. 

## Teilnehmende Mannschaften
Die Vizemeister der Regionalligen West/Südwest und Süd sowie der Verlierer der Relegation zwischen den Meistern der Regionalligen Nord und Nordost nahmen am Wettbewerb um die deutsche Amateurmeisterschaft teil:
| Mannschaften | Mannschaften           | Ligen                     |
| ------------ | ---------------------- | ------------------------- |
|              | Tennis Borussia Berlin | Regionalliga Nordost      |
|              | Sportfreunde Siegen    | Regionalliga West/Südwest |
|              | Kickers Offenbach      | Regionalliga Süd          |

| Pl. | Verein                 | Sp. | S | U | N | Tore    | Diff. | Punkte |
| --- | ---------------------- | --- | - | - | - | ------- | ----- | ------ |
| 1.  | Tennis Borussia Berlin | 2   | 2 | 0 | 0 | 004:100 | +3    | 06     |
| 2.  | Sportfreunde Siegen    | 2   | 1 | 0 | 1 | 004:200 | +2    | 03     |
| 3.  | Kickers Offenbach      | 2   | 0 | 0 | 2 | 001:600 | −5    | 0      |

| Datum      |                        | Ergebnis |                        |
| ---------- | ---------------------- | -------- | ---------------------- |
| So, 24.05. | Sportfreunde Siegen    | 4:0      | Kickers Offenbach      |
| So, 31.05. | Kickers Offenbach      | 1:2      | Tennis Borussia Berlin |
| Sa, 06.06. | Tennis Borussia Berlin | 2:0      | Sportfreunde Siegen    |